# Dominique You (pirate)
 (avril 2008).
Si vous disposez d'ouvrages ou d'articles de référence ou si vous connaissez des sites web de qualité traitant du thème abordé ici, merci de compléter l'article en donnant les références utiles à sa vérifiabilité et en les liant à la section « Notes et références ».
Pour les articles homonymes, voir Dominique You et You.

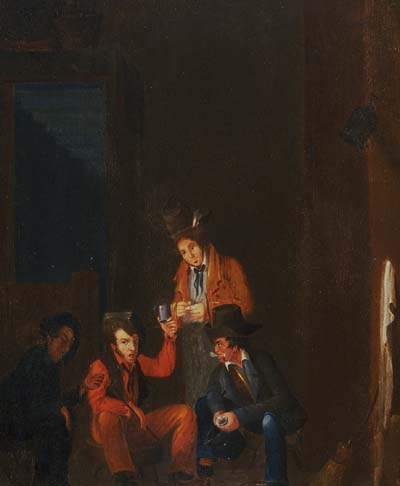
Les frères Lafitte dans le bar de Dominique You, attribué à John Wesley Jarvis (aux alentours de 1821).

Dominique You (né à Haïti en 1775, mort à La Nouvelle-Orléans en 1830) était un pirate d'origine française.

## Biographie
Il a rejoint l'armée révolutionnaire française en tant qu'artilleur. Il a également fait partie de l'artillerie de la République française. 
En 1802, il accompagne le général Leclerc à Saint Domingue afin d'y mater la révolte menée par Toussaint Louverture. De nombreux combattants français, dont le général Leclerc, y perdront la vie, principalement à cause de la fièvre jaune. Il part alors à La Nouvelle-Orléans pour y rejoindre ses deux demi-frères, Jean Lafitte et Pierre Lafitte, où il devient pirate et capitaine du navire Le Pandoure. Les Français lui donnent alors le surnom de Capitaine Dominique et les Américains celui de Johnness. Au cours des années suivantes, lui et ses frères deviennent des pirates talentueux et rencontrent de nombreux succès autour de la Louisiane et dans tout le Golfe du Mexique. You manque de perdre la vie au cours d'un violent orage alors qu'il navigue sur le Mississippi.
Les historiens estiment que les forces rassemblées par les pirates dans l'archipel de Barataria représentaient un total de 3 000 à 5 000 combattants clandestins. 
En juillet 1814, You est accusé de piraterie, le pression s'accroit sur Barataria, le gouverneur Clairborne souhaite mettre fin à la piraterie. Le 16 septembre 1814, il est capturé lors de l'attaque du camp du Royaume de Barataria par les Américains. Il retrouve la liberté au mois de décembre en échange de ses services pour repousser les Britanniques, on lui donne un poste de commandant d'une compagnie d'artillerie, composée essentiellement des meilleurs tireurs des frères Lafitte. Le 8 janvier 1815, ses hommes montrent tellement de courage et d'efficacité au cours de la Bataille de La Nouvelle-Orléans que le général Andrew Jackson les cite dans son ordre général du 21 janvier comme « ayant fait preuve d'une compétence peu commune sur le champ de bataille ». Pour cette raison, les accusations contre You sont abandonnées et il s'installe à La Nouvelle-Orléans comme politicien et partisan du général Jackson. 
Il meurt en 1830 à La Nouvelle-Orléans. Il est inhumé avec les honneurs militaires. Sa tombe est décorée d'un symbole maçonnique et porte un passage de La Henriade de Voltaire : "Intrépide guerrier, sur la terre et sur l'onde Il sut, dans cent combats, signaler sa valeur Et ce nouveau Bayard, sans reproche et sans peur Aurait pu sans trembler, voir s'écrouler le monde."